# Partit Nacional Corporatiu
El Partit Nacional Corporatiu (en irlandès: 'Páirtí Náisiúnta Corparáidíoch'; anglès: 'National Corporate Party') va ser un partit polític feixista irlandès fundat per Eoin O'Duffy el juny de 1935 en un míting amb 500 persones. Es va separar de Fine Gael quan O'Duffy va ser-ne destituït com a líder, que havia estat fundat per la fusió dels Camises Blaves d'O'Duffy, el Cumann na nGaedheal i el Partit Nacional de Centre.
El Partit Nacional Corporatiu volia establir un estat corporatiu a Irlanda i era fortament anticomunista. La seva ala militar eren els Camises Verdes. Uns vuitanta dels Camises Blaves després es van convertir en Camises Verdes. El partit va recaptar fons a través de balls públics. A diferència dels Camises Blaves, l'objectiu dels quals havia estat l'establiment d'un estat corporatiu mentre romanien dins de la Commonwealth britànica per tal d'apaivagar els moderats de Fine Gael, el Partit Nacional Corporatiu es va comprometre a l'establiment d'una república fora de l'Imperi Britànic amb O'Duffy presentant el seu partit com l'autèntic successor dels ideals de l'Alçament de Pasqua. El partit també es va comprometre amb la preservació i la promoció de la llengua irlandesa i la cultura gaèlica, cosa que serà present en un partit feixista posterior a Irlanda, Ailtirí na hAiséirghe. Aquest era també l'objectiu dels principals partits no feixistes.
Tanmateix, no va aconseguir gaire suport, la majoria dels membres del Fine Gael es van mantenir lleials a aquest partit i O'Duffy només va aconseguir un grapat de seguidors lleials per al seu grup. O'Duffy va marxar d'Irlanda el 1936 per dirigir una brigada irlandesa voluntària a la Guerra Civil Espanyola, una acció que va comportar una nova decadència del Partit Nacional Corporatiu. Quan en va tornar el 1937 es va jubilar; sense ell, tant els Camises Verdes com el Partit Nacional Corporatiu es van esvair i finalment el partit va desaparèixer el 1937.